# Telecaster
 Der er for få eller ingen kildehenvisninger i denne artikel, hvilket er et problem. Du kan hjælpe ved at angive troværdige kilder til de påstande, som fremføres i artiklen.

Telecaster er en elektrisk guitar, som er produceret af Fender.
Telecasteren blev designet af Clearence Leonidas Fender i 1951. Den første model, Fender producerede, hed Esquire. Den havde kun een pick-up, i modsætning til Telecasterens 2. Det næste skridt var at udvide mulighederne. Senere samme år så Broadcasteren dagens lys. Broadcasteren var stort set identisk med en Telecaster, men Fender fandt ud af, at firmaet Gretch havde et trommesæt med lignende navn: Broadkaster. Leo Fender handlede hurtigt, og modellens navn blev straks ændret til Telecaster. Fender havde imidlertid lavet flere hunderede logosedler med det gamle navn på, og Leo Fender tænkte, at det var et spild af penge, hvorfor Fender blot klippede Broadcaster-mærket af. Disse modeller uden nogen modelbetegnelse hedder i dag No-caster. Prisen for disse guitarer kan nemt komme over 450000 danske kroner.
Op i gennem tiden har Telecasteren ikke ændret sig mærkbart. Der er faktisk fortaget så få ændringer, at hvis man havde en Telecaster fra 1952 og en Telecaster produceret i dag, ville man overhovet ikke kunne se en forskel. Telecasteren var den første solid-body elektriske guitar nogensinde masseproduceret.

## Varianter
Telecasteren er blevet fremstillet og ombygget i en lang række varianter med forskellig konfiguration; særlig er Telecasteren blevet fremstillet med forskellige varianter af antal og placering af pick-up'erne.
De mest almindelige varianter at standard Telecasteren med to pick-up'er i solid-body krop er den delvist hule Telecaster Thinline og Telecaster Custom, der er udstyret med humbucker pick-up'er og dobbelt humbucker varianten Telecaster Deluxe.
Udover disse varianter er også fremstilet:
- Telecaster Plus
- Tele Jr.
- J5 Triple Tele Deluxe
- Cabronita
- Modern Player Telecaster

## Galleri
- Fender 72 Telecaster Thinline
- TeleCustom
- Fender Telecaster Deluxe
- Fender Telecaster Plus Deluxe
- Fender Tele Jr.
- Fender Telecaster John 5 signature
- Fender Telecaster Cabronita
- Fender Modern Player Telecaster Plus

## Eksterne links
- Wikimedia Commons har flere filer relateret til Telecaster
- Fenders hjemmeside om Fender Telecaster (Webside ikke længere tilgængelig)